# بيت شندق (أرحب)

تعديل مصدري - تعديل

بيت شندق هي إحدى قرى عزلة بني سليمان بمديرية أرحب التابعة لمحافظة صنعاء.